# Dreaming of You (The Coral)
Dreaming of You è un singolo del gruppo musicale britannico The Coral, pubblicato nel 2002. È arrivato in 21ª posizione nella Official Singles Chart.
Il brano Dreaming of You è stata usata come brano durante l'episodio Il mio mostro di Scrubs - Medici ai primi ferri.

## Tracce
CD - Dreaming of You
1. Dreaming of You (James Skelly)
2. Answer Me (James Skelly, Nick Power, Paul Duffy)
3. Follow the Sun (Lee Southall)
4. Dreaming of You (video)

CD - Dreaming of You, Pt. 2
1. Dreaming of You – 2:23 (James Skelly)
2. Sweet Sue – 2:43 (James Skelly)
3. Another Turn in the Lock – 3:35 (Lee Southall)
4. Dreaming of You (acoustic video)

7"
1. Dreaming of You (James Skelly)
2. Answer Me (James Skelly, Nick Power, Paul Duffy)
3. Follow the Sun (Lee Southall)

## Formazione
- James Skelly – voce, chitarra
- Lee Southall – chitarra
- Bill Ryder-Jones – chitarra, tromba
- Paul Duffy – basso, sassofono
- Nick Power – tastiere
- Ian Skelly – batteria

## Curiosità
Il brano Dreaming of You è stata usata come brano durante l'episodio Il mio mostro di Scrubs - Medici ai primi ferri.